# Marcelo Srur
Marcelo Eduardo Hipólito Srur (Bella Vista, provincia de Buenos Aires, 19 de marzo de 1957) es un militar argentino en situación de retiro con el grado de almirante. Fue el jefe del Estado Mayor General de la Armada (JEMGA) desde su designación el 25 de enero de 2016 hasta su relevo el 18 de diciembre de 2017. Se vio obligado a dimitir tras la crisis por la naufragio del submarino ARA San Juan.

## Carrera
Tras finalizar sus estudios secundarios, Srur ingresó a la Escuela Naval Militar en 1975. Egresó de dicha institución el 30 de diciembre de 1979 como guardiamarina de la Flota Naval.

### Oficial subalterno
Sirvió como oficial en el destructor ARA Piedrabuena, el aviso ARA Francisco de Gurruchaga, la corbeta ARA Guerrico, el barreminas ARA Neuquén, el buque escuela ARA Libertad, el aviso ARA Teniente Olivieri, el destructor ARA Santísima Trinidad y la corbeta ARA Parker.
Hacia 1994, Marcelo Srur realizó con éxito el Curso de Oficial de Estado Mayor, dictado en la Escuela de Guerra Naval. A su vez, también se capacitó en Planeamiento Militar Conjunto en el Nivel Estratégico Operacional, función que recae sobre la órbita del Estado Mayor Conjunto de las Fuerzas Armadas.

### Oficial jefe
En el año 1998, Srur se graduó en la Escuela Superior de Guerra de la Marina de Guerra del Perú del Curso de Comando y Estado Mayor. En ese mismo país, en la Universidad San Ignacio de Loyola, llevó a cabo el Curso de Programa de Administración.
En 1999 sirvió como jefe del Cuerpo de Cadetes de la Escuela Naval Militar y con posterioridad estuvo a cargo de impartir tareas de enseñanza en la Escuela de Oficiales de la Armada.
Se desempeñó como comandante de los siguientes buques: el aviso ARA Teniente Olivieri y la corbeta ARA Parker. Luego fue jefe de la División Corbetas. Luego de graduarse de Licenciado en Sistemas Navales en Propulsión, se desempeñó como director de la Escuela de Oficiales de la Armada.

### Oficial superior
En mayo de 2011, el entonces contralmirante Srur asumió el cargo de director ejecutivo en la Dirección General del Material de la Armada. El 26 de junio de 2013, tras una renovación en la cúpula de las Fuerzas Armadas, se lo designó al frente del Comando de Adiestramiento y Alistamiento de la Armada. El 31 de diciembre de 2013 fue promovido a la jerarquía de vicealmirante. Previamente se desempeñó en la Agregaduría de Defensa Argentina.porteña.

## Jefe del Estado Mayor de la Armada Argentina
El jueves 14 de enero de 2016, el vicealmirante Marcelo Srur fue nombrado jefe del Estado Mayor General de la Armada, reemplazando al almirante Gastón Erice, que pasó a retiro en el marco de una renovación de las cúpulas de las tres Fuerzas Armadas, llevada a cabo por el presidente Mauricio Macri, que significó también el relevo de los titulares del Ejército, teniente general (R) Ricardo Cundom por el general de brigada Diego Suñer y de la Fuerza Aérea, brigadier general (R) Mario Callejo por el brigadier Enrique Amrein. Srur juró el 25 de enero de 2016 como jefe del Estado Mayor en una ceremonia de asunción celebrada en la plaza de armas del Edificio Libertador, con la presencia del ministro de Defensa Julio Martínez.
Su ascenso al rango de almirante tuvo lugar el 6 de septiembre de 2016, a través del decreto 989/2016, en el cual el presidente Mauricio Macri ascendió también al grado inmediato superior a los titulares del Ejército y la Fuerza Aérea con fecha retroactiva al 18 de enero del mencionado año.

#### Crisis naval por la desaparición del submarino ARA San Juan
El 15 de noviembre de 2017 tuvo lugar la pérdida de contacto con el submarino ARA San Juan que se encontraba navegando en las aguas del mar argentino. El navío tenía a bordo a 44 militares. Este suceso tomó estado público durante la noche del día siguiente y fue informado oficialmente dos días después por medio de un comunicado oficial de la Armada Argentina, en el que se dio a conocer que se había iniciado el Protocolo SAR (búsqueda y rescate).
Los días transcurrieron sin noticias de la nave extraviada hasta que se hizo un anuncio implícito de que el ARA San Juan podría haberse hundido por «implosión», muriendo toda su tripulación. A raíz de esto, varios medios de comunicación dieron a conocer los grande enfrentamientos internos que involucraron al ministro de Defensa Oscar Aguad y el almirantazgo de la marina de guerra. Aguad mostró su enfado al declarar que los jefes navales no lo mantuvieron informado adecuadamente de los hechos, incluyendo la desaparición misma del submarino, de la que el ministro se enteró por los medios de comunicación. El conflicto llegó a involucrar al presidente Mauricio Macri. El diario La Nación informó que el ministro Aguad abrió decenas de sumarios contra las máximas autoridades de la Armada, algo que el ministro desmintió luego.
En 2021 el Consejo General de Guerra que investigó el hundimiento del submarino ARA San Juan, sancionó de forma unánime al exjefe de la Armada Marcelo Srur con 45 días de "arresto riguroso" por haber informado en forma “incompleta” sobre los sucesos acontecidos con el submarino. También dispuso la destitución del capitán de navío Claudio Javier Villamide.

#### Desplazamiento de la conducción de la Armada
En la noche del viernes 15 de diciembre de 2017 el ministro de Defensa Oscar Aguad le solicitó al almirante Marcelo Srur su pase a retiro, justo a un mes de la desaparición del submarino ARA San Juan por lo cual quedó señalado ante la opinión pública como uno de sus principales responsables. Además, la decisión del saliente almirante de pasar a disponibilidad a dos altos oficiales navales por su presunta responsabilidad  en la suerte del submarino generó una crisis interna dentro del almirantazgo de la Armada en la que tuvieron lugar una sucesión de pedido de pases a retiro en solidaridad con los dos oficiales cesanteados.
El pase a retiro del almirante Srur tuvo lugar el lunes 18 de diciembre y en su lugar fue designado el vicealmirante José Luis Villán. El decreto 1051/17 que reglamentó el pase a retiro de Srur lo señala como "obligatorio", lo que significa que -a diferencia del "retiro efectivo" - el almirante Srur no podrá volver a participar de un acto naval, ni volver a usar el uniforme y queda imposibilitado de por vida a trabajar para la fuerza -ni siquiera en calidad de docente. Esta manera de redactar el decreto, contribuyó a desprestigiar ante la opinión pública la figura del entonces Almirante Marcelo Srur.
El sucesor Villán asumió el cargo de Jefe de Estado Mayor de la Armada de forma interina y ejerciendo en simultáneo como Subjefe del Estado Mayor Conjunto de las Fuerzas Armadas. El nombramiento de Villán como titular de la armada pretendió no sólo restablecer nuevamente la cadena de mandos, sino también evitar un purga masiva de la actual cúpula naval y un quiebre entre ésta y la nueva camada de contralmirantes de 2018. Producto de la crisis, el 28 de diciembre de 2017, también pasó a retiro el subjefe de la Armada, el vicealmirante Miguel Ángel Máscolo, quien veinte días antes en Mar del Plata, había tenido una reunión tensa y con expresiones políticamente incorrectas hacia los familiares de los submarinistas que fueron filtradas a internet, y posteriormente al medio Infobae en un archivo de audio.
La sucesión de relevos de la cúpula de la marina no implicó el abandono de las tareas de búsqueda del submarino extraviado. Meses después fue llamado a declarar en la causa, donde manifestó que le fue ocultado que el ARA San Juan estaba realizando tareas de espionaje a buques británicos cerca de Malvinas, afirmó ante la jueza de Caleta Olivia en la causa por la desaparición del submarino.
Ante la Comisión Bicameral del Congreso de la Nación, que investiga el caso, el contralmirante López Mazzeo generó una nueva polémica desmintiendo al propio Marcelo Srur, asegurando que este conocía todos los detalles de los ejercicios navales.

## Distintivos y condecoraciones
- Distintivo Cuerpo de Comando - Escalafón Naval (Escuela Naval Militar)
- Curso de Comando y Estado Mayor (Escuela de Guerra Naval)
- Curso de Estado Mayor Conjunto (Escuela Superior de Guerra Conjunta)